# Isbjørnhamna
Isbjørnhamna („Isbjørnhafen“) ist eine Bucht an der Nordküste des Hornsunds, eines Fjords der Insel Spitzbergen im südlichen Wedel-Jarlsberg-Land.

## Geographie
Die sich nach Südosten öffnende Bucht wird von den Landzungen Wilczekodden im Südwesten und Baranowskiodden im Nordosten eingerahmt. Sie ist 1,5 km breit und 700 m tief. In der Bucht befinden sich mehrere kleine Eilande. Das Ufer wird im Norden vom Fuglebekken und im Westen von der Küstenebene Fuglebergsletta eingenommen. Dahinter ragen die Berge Fugleberget (569 m) und Ariekammen (513 m) auf.

## Geschichte
Der Name der Bucht erinnert an die norwegische Segeljacht Isbjørn („Eisbär“), das Schiff einer österreichischen Expedition, die den Hornsund 1872 besuchte und erforschte. Leiter und Finanzier der Expedition war Johann Nepomuk Graf Wilczek, Kapitän des Schiffs Maximilian Daublebsky von Sterneck. Ab 1908 gab es an der Bucht eine Trapperhütte. In den 1930er Jahren überwinterte hier auch die Eisbärjägerin Wanny Woldstad. Seit 1957 befindet sich am westlichen Ufer der Bucht eine polnische Forschungsstation.